# 布魯斯涅夫島

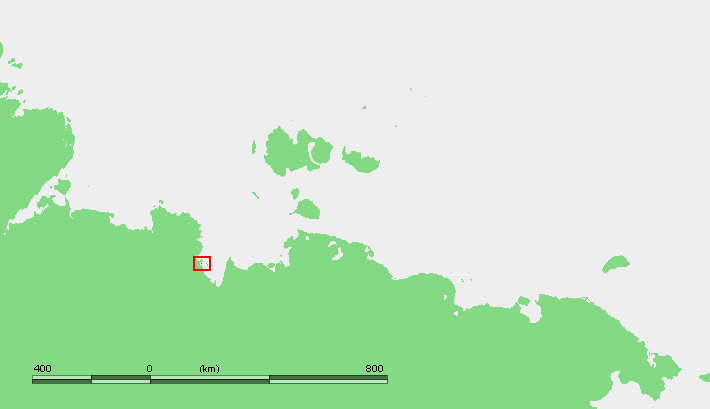

布魯斯涅夫島是俄羅斯的島嶼，由薩哈共和國負責管轄，位於拉普捷夫海，長2.3公里、寬1公里，面積2平方公里，受北極氣候影響，附近海域每年至少有九個月時間被結封。

## 外部連結
- Geographical data （页面存档备份，存于）
- Location[永久]
- Brusnev （页面存档备份，存于）
- Monitoring of Macro-Zoobenthos in the Lena River Mouth

71°39′19″N 129°03′10″E / 71.6552°N 129.0527°E